# Aeroportul Kattiniq/Donaldson
Aeroportul Kattiniq/Donaldson (IATA: YAU, ICAO: CTP9) este un aeroport din Raglan Mine⁠(d), Nord-du-Québec⁠(d), Provincia Québec, Canada ce deservește zona Rivière-Koksoak⁠(d). Aeroportul a fost tranzitat în 2018 de 0 pasageri.
Situat la o altitudine de 580 m, aeroportul dispune de o singură pistă. Este operat de Glencore.